# Time slicing
Time slicing (с англ. — «временная нарезка») — технология квантования времени, использующаяся в DVB-H для достижения максимального эффекта сохранения энергии на приемных устройствах-терминалах.
В DVB-H передача данных осуществляется посредством блоков данных, передающихся в кратковременных интервалах, позволяющих отключать приемное устройство в периоды неактивности (в интервалы времени между приемом блоков данных), что позволяет сэкономить до 90% питания на приёмном устройстве.